# مخزن اسلاپی
مخزن اسلاپی (به لاتین: Slapy Reservoir) یک مخزن سد در جمهوری چک است که در شتیخوویتسه واقع شده‌است.